# 光宅
光宅（こうたく）は、唐の睿宗李旦の治世に使用された元号。684年9月甲寅から12月。則天武后による実質的な権力掌握が開始された時期である。

## 西暦・干支との対照表
| 光宅 | 元年  |
| 西暦 | 684年 |
| 干支 | 甲申  |